# Маріупольський краєзнавчий музей
Маріу́польський краєзна́вчий музе́й — краєзнавчий музей у місті Маріуполь, розташований за адресою — вулиця Георгіївська, 20. Основні види діяльності музею: фондова, експозиційна, науково-дослідна, збірна, науково-освітня.

## Історія
Маріупольський краєзнавчий музей був заснований 6 лютого 1920 року міським відділом народної освіти Маріупольської ревкому.
Перша експозиція була створена в 1920 році і відкрита для відвідувачів. Дослідження наукових співробітників музею сприяли створенню в Приазов'ї природних заповідників: Хомутовський степ (1926), Білосарайська коса (1927) і Кам'яні Могили (1927).
У 1937 році Маріупольський музей отримав статус обласного з назвою «Донецький обласний краєзнавчий музей в місті Маріуполі». У 1950 році у зв'язку зі створенням обласного краєзнавчого музею в місті Сталіно (Донецьк) Маріупольський був переведений у розряд музеїв місцевого значення.
2 листопада 1970 року відкрито меморіальний Будинок-музей А. О. Жданова, філія тоді ще Жданівського краєзнавчого музею. Експозиційні відділи: природи, історії дорадянського періоду, Історії радянського періоду, Періоду сучасності.

## Експозиція
Музей має сім експозиційних залів, наукову бібліотеку, фонд якої становлять 17 тисяч книг. У його фондах зберігається понад 53 тисячі експонатів, у тому числі речові, образотворчі, письмові (рукописні та друковані), нумізматичні, археологічні, фотодокументальні, природні та інші.
Музей має постійну експозицію, яка висвітлює природні умови південній частині Донецької області та історію краю, починаючи з первісних часів і до наших днів. В експозиції музею можна одночасно побачити все розмаїття флори, фауни даного регіону, яка зазнала значних змін під дією антропогенних факторів цивілізації.
У 1995—2001 роках проведена повна перебудова експозиції відділу історії радянського періоду і частково — відділу історії дорадянського періоду. Експозиція дорадянського періоду відображає заселення регіону з глибокої давнини, а також процес освоєння цілинних земель Приазов'я українцями, греками, німцями, менонітами, євреями, козаками Азовського війська, заснування сіл, міст, розвиток ремесел, торгівлі, обмін культурною спадщиною. В експозиції радянського періоду на різноманітних предметах побуту мешканців, макетах, оригінальних експонатах показаний процес переростання Маріуполя в найбільший індустріальний центр півдня України.
У 2001 році, до десятиріччя незалежності України, відкрита нова постійна експозиція «Місто Маріуполь за роки незалежності України». Це сумарний потенціал Маріуполя у сфері виробництва, освіти, культури.
У музеї зберігається низка раритетів і цікавих знахідок з Приазов'я. Серед них особливу цінність становлять грамота Катерини II християнам-грекам, виведеним з Кримського ханства в 1778–1780 роках і поселеним у Північному Приазов'ї, плащаниця 1760 року, Євангеліє 1811 року.
Фотографії, листівки дозволяють простежити історію розвитку міста Маріуполя і його знаменитих уродженців від 1870-х років і досі.
Основу археологічної колекції складають матеріали унікальних пам'яток — Амвросіївської стоянки, Маріупольського могильника епохи неоліту, знарядь праці, знаки влади, прикраси, колекція кам'яних статуй («кам'яних баб») стародавніх і середньовічних кочівників. Унікальні бронзова пряжка у вигляді головки лося — зразок «скіфського звіриного» стилю, бронзові дзеркала східного виробництва із золотоординського могильника.

## Вибрані експонати музею

Видання Брокгауз-Ефрона С.-Петербург. Титульна сторінка видання Шекспіра 1904 р.

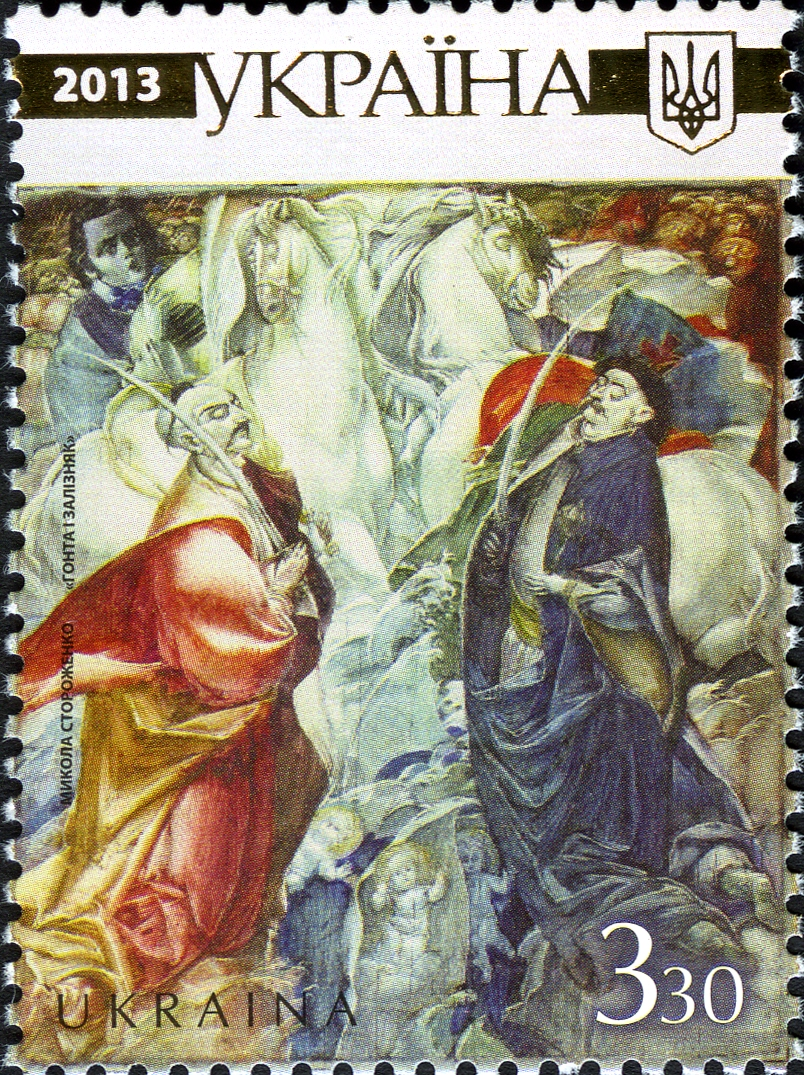
Стороженко Микола Андрійович, марка «Гонта і Залізняк», 2013 р.

Поштові листівки (до 1925 р.)
Вхідний квиток до музею, 2010 р.
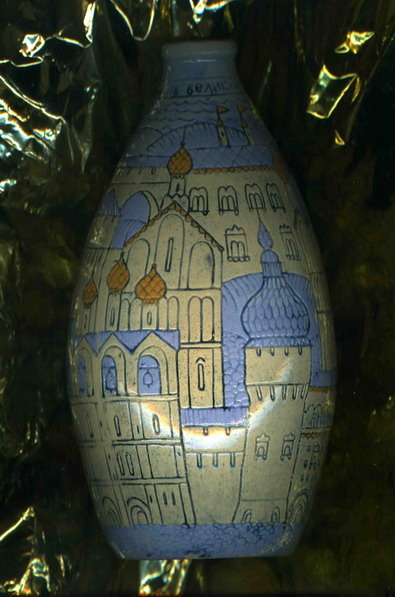
Ваза «Ростов Великий»,  фаянс 20 ст.
Альбом видавництва Fratelli Fabbri Editori Milano обкладинка, 1963 р.)
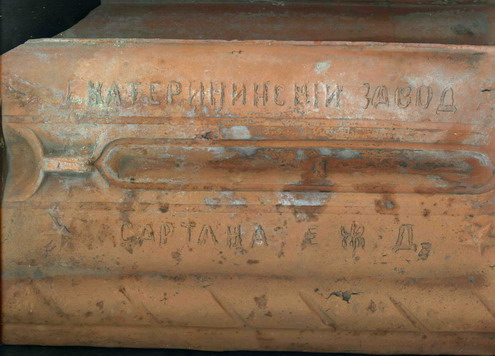
Катерининський керамічний завод, САРТАНА, Маріуполь. Початок 20 ст.
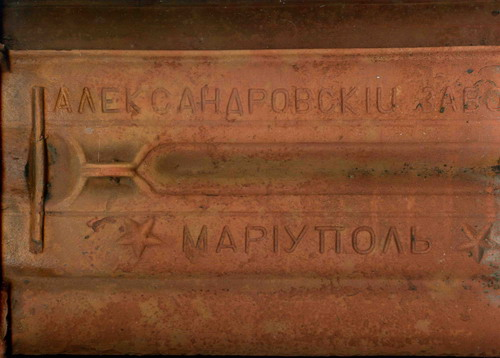
Маріуполь. Александрівський керамічний завод. Виріб за штампом початку 20 ст.
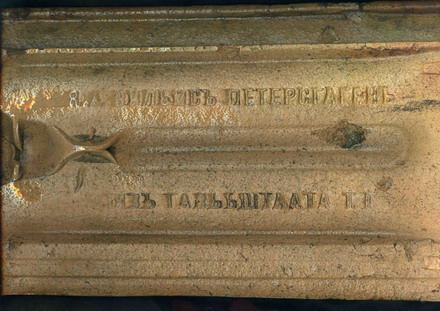
В. А. Вильмс Петерсгаген (нерозбірливо понизу), черепиця початку 20 ст. Маріуполь
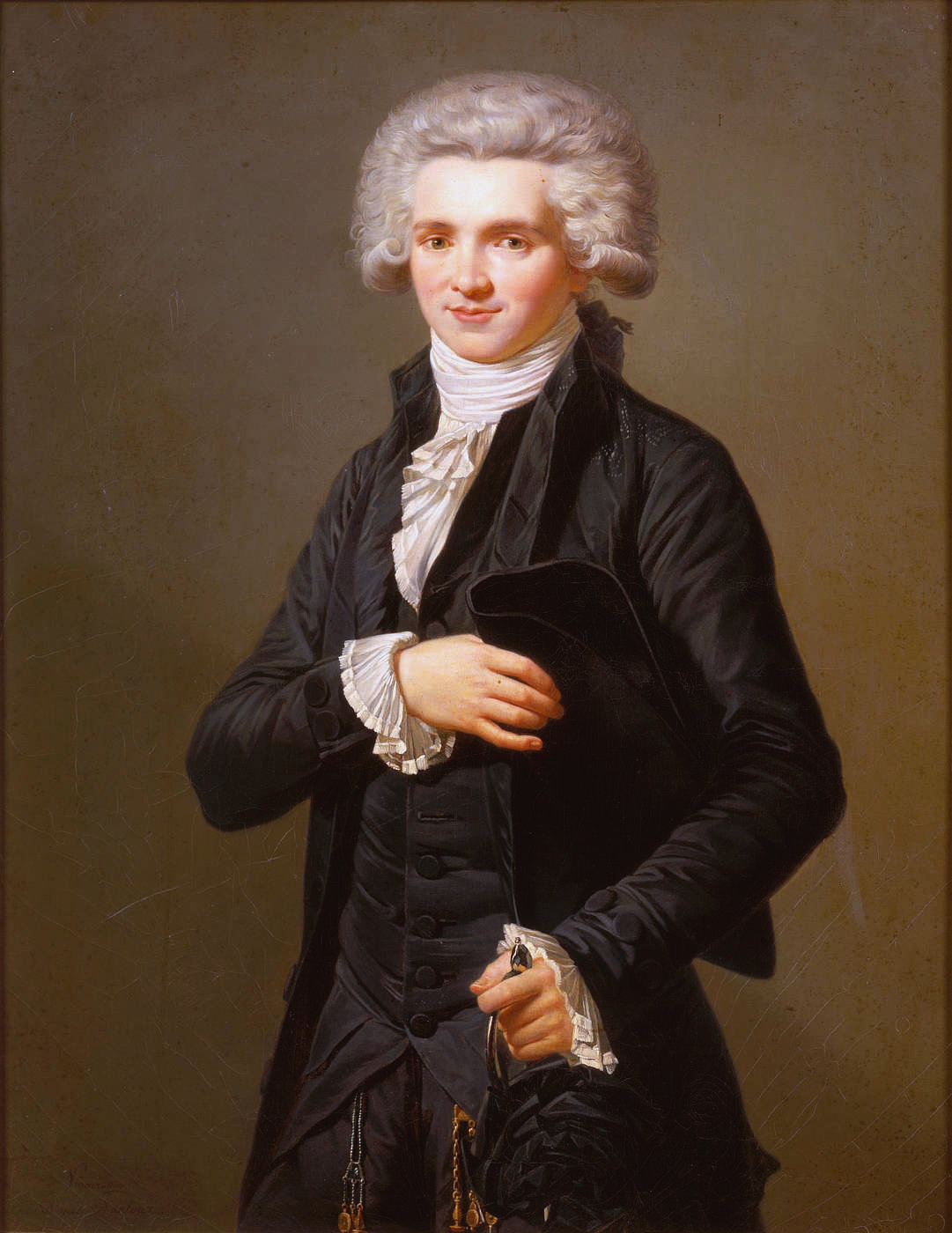
З оригінала портрета 1786 р. Максиміліана Робесп'єра французької художниці А. Лабіль-Жияр, друкована графіка. Видання Ю. Лепковскаго початку 20 ст.
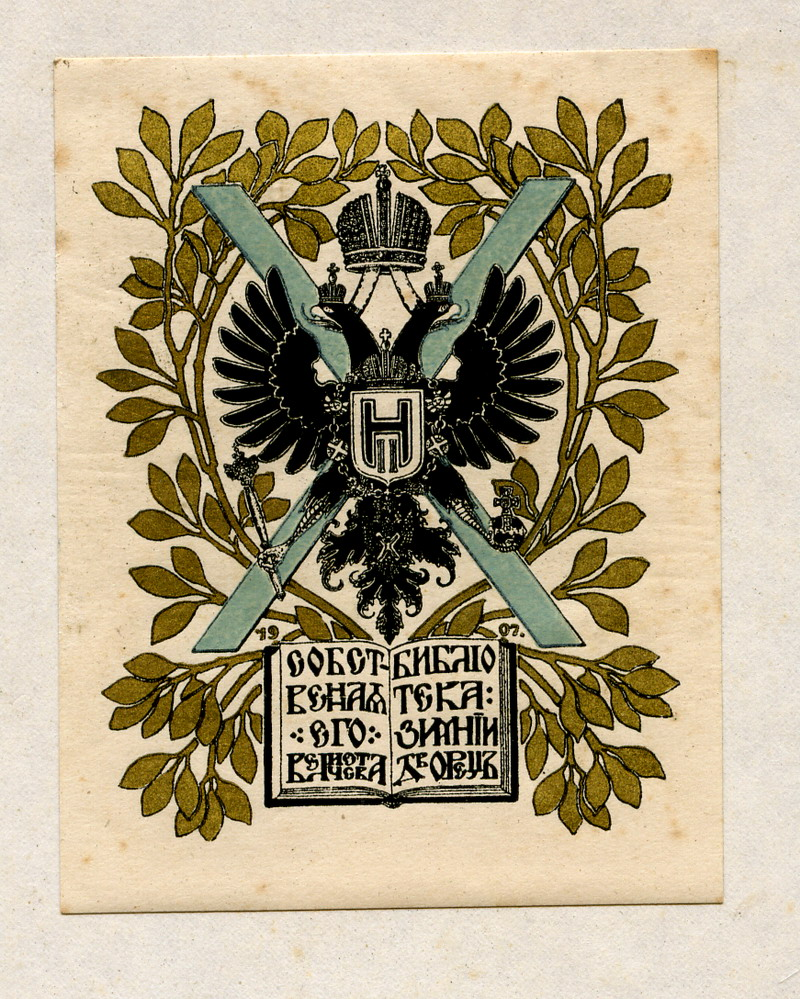
Худ. барон Арміній Євгенович фон Фелькерзам (1864-1918). Екслібрис Бібліотеки Зимового палацу, 1907 р.
Закладна дошка Єлено-Костянтинівської церкви (промальовка напису), 1903—1908 рр.

## Нумізматична колекція музею, боністика та медальєрне мистецтво
У нумізматичної колекції музею — монети Римської імперії, Візантії, античних міст Північного Причорномор'я, Московської держави, Російської імперії, Речі Посполитої, Австро-Угорщини, СРСР, нагороди Російської імперії і СРСР.

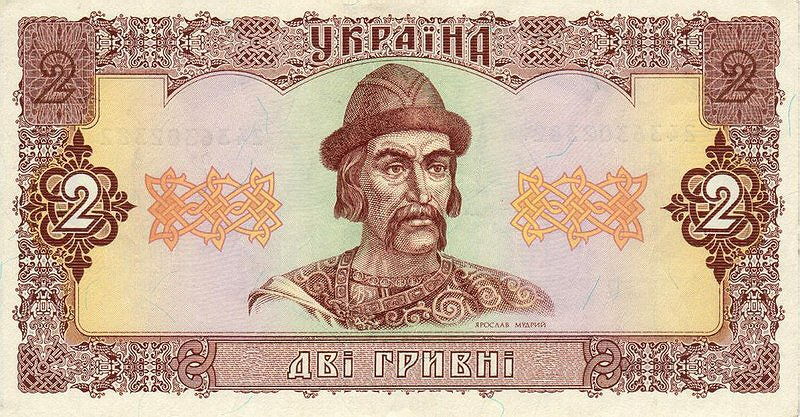
Дві (2) гривні зразка 1992-го року.
Харабет Юхим Вікторович, Ювілейна медаль 1978 р. Аверс
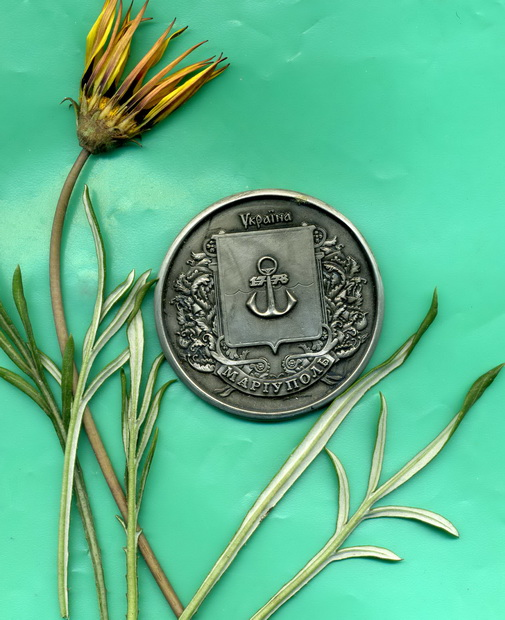
Декоративна медаль на честь Маріуполя.
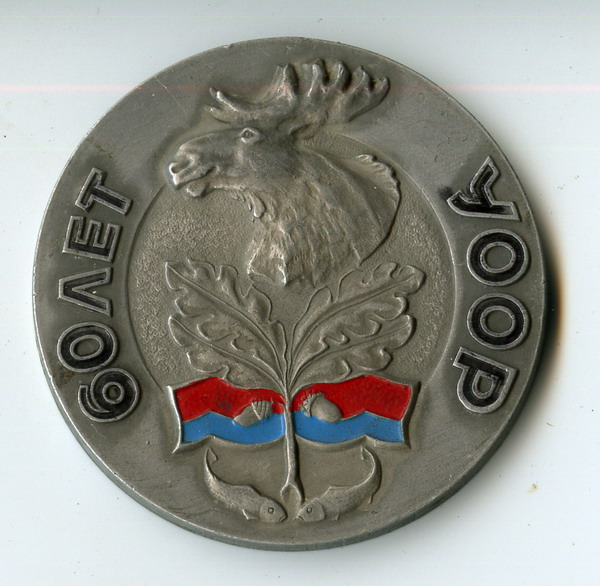
Ювілейна медаль товариства мисливців і рибалок 1921-1981 р. Україна. Аверс. 1981 р.
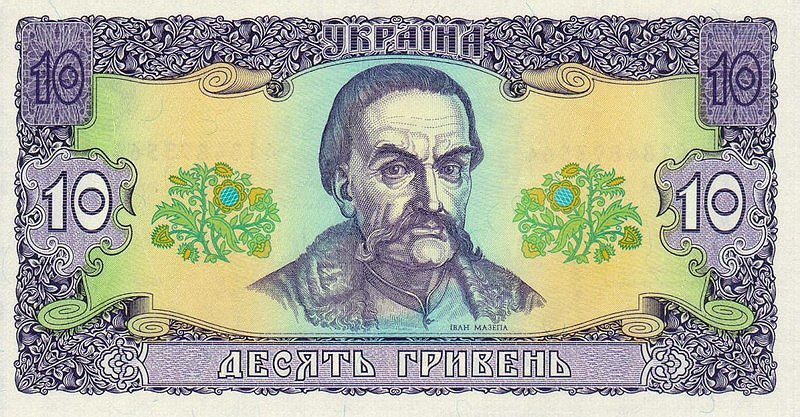
Банкнота у 10 гривень із зображенням I. C. Мазепи (найстаріший варіант, підлягає поступовому вилученню з обігу)
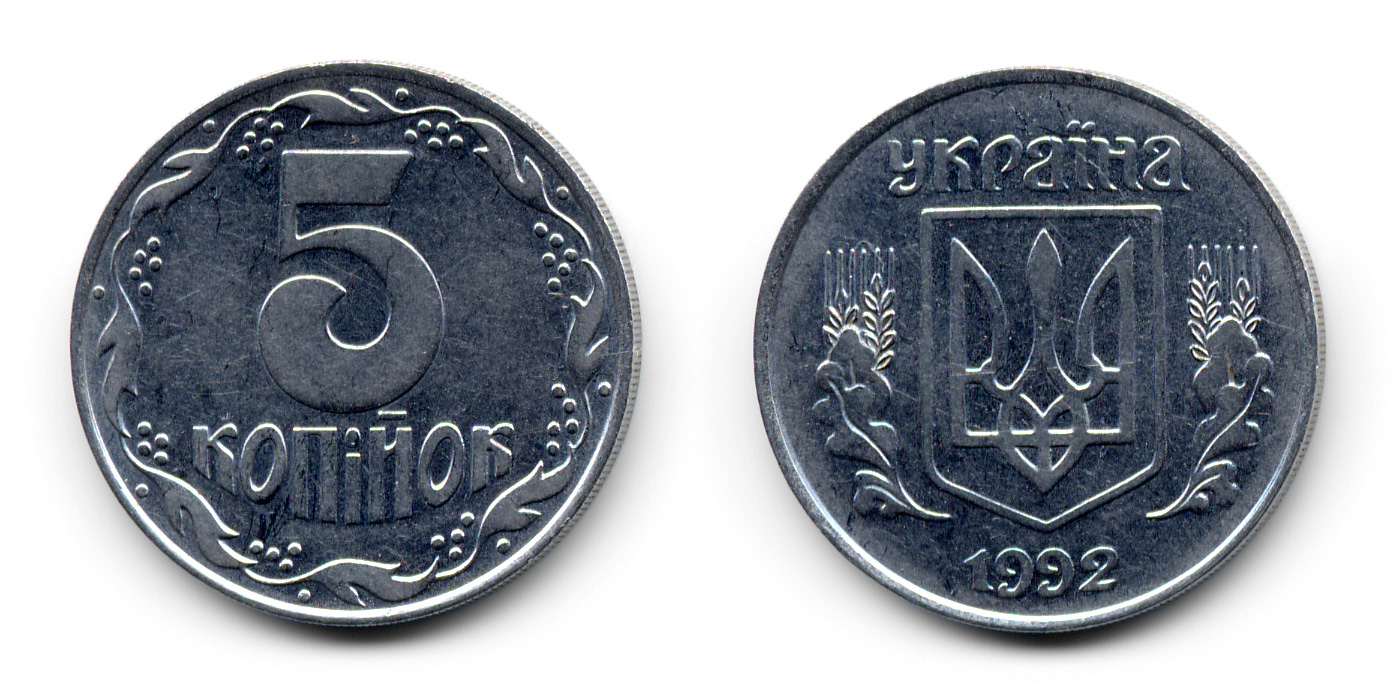
П'ять копійок України 1992, нікель.

## Живопис
За радянських десятиліть краєзнавчому музею не дозволяли збирати художні і мистецькі твори як непрофільні (гроші на мистецькі твори закупівельна комісія не отримувала). Лише хитрощі музейних працівників нечасто обходили заборони і вводили у фонди декоративно-ужиткові речі, старовинний посуд і меблі, окремі зразки графіки. Винятком були подарунки від небагатьох місцевих художників, їх родин  та діячів мистецтва. Тому в Маріупольському краєзнавчому музеї не було вартісних творів мистецтва до 1970-х років. 
У 1973 р. відбулася 1-ша республіканська пейзажна виставка «Меморіал Архипа Куїнджі». Була створена комісія, що відібрала частку творів пейзажного жанру  з виставки і передала її у краєзнавчий музей. Серед небагатьох дарунків краєзнавчому музею - декілька малюнків В.В. Верещагіна із зібрання архітектора М. Й. Нікаро-Карпенко, акварелі і малюнки самого архітектора, декілька картин Віктора Арнаутова та місцевих художників. Три твори Архипа Куїнджі за наказом Міністерства культури СРСР передали у Маріупольський краєзнавчий музей зі збірок Державного Російського музею.
У фондах музею зберігаються поодинокі картини А. Куїнджі «Червоний захід», «Осінь. Крим», «Ельбрус»; І. Айвазовського «У берегів Кавказу»; М. Дубовського «Ніч на Балтійському морі», «Море»; малюнки В. Верещагіна періоду російсько-турецької війни 1877–1878 років, українських художників Т. Яблонської «Три кургани», М. Глущенка «Озеро», С. Шишка «Ранок у лісі», «Квітень, Голосієво», О. Грицая, М. Дерегуса тощо.
Все це надало можливість створити в Маріуполі в жовтні 2010 року Художній музей імені Куїнджі як відділок краєзнавчого музею.

## Філії музею

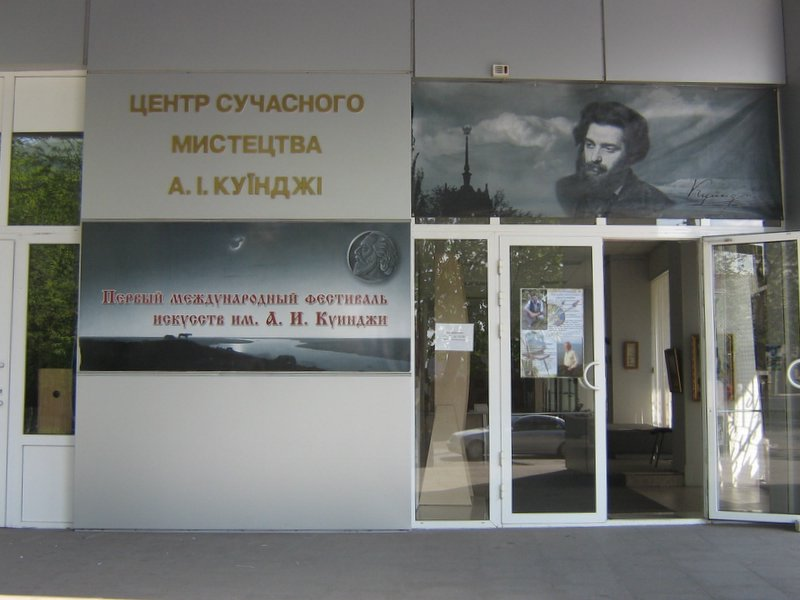
Центр Куїнджі

- Музей народного побуту (вул. Георгіївська, 55) — висвітлює особливості побуту людей різних національностей, які заселили територію Приазов'я в кінці 18 століття (відкритий в 1989 році).
- Виставковий зал імені А. І. Куїнджі (просп. Металургів, 25) — щорічно демонструється 8—10 художніх стаціонарних виставок.
- Музей історії греків Приазов'я (Маріуполь, смт Сартана, вул. Генерала Куркчи, 37-а) — показана історія переселення християн-греків з Кримського ханства в Приазов'ї в 1778—1780 роках, заснування сіл і господарське освоєння заселеної території, розвиток грецької діаспори Приазов'я до сучасності (як філія з 1992 року).
- Художній музей імені Куїнджі — (вул. Георгіївська, 58) — відкритий для відвідин з 30 жовтня 2010 року (живопис, меблі, медальєрне мистецтво).

## Відомі співробітники
- Фененко Микола Васильович